# 深夜カフェのピエール
『深夜カフェのピエール』（仏: J'embrasse pas, 英: I Don't Kiss）は、1991年に製作されたフランスの映画。アンドレ・テシネ監督。

## キャスト
- ピエール：マニュエル・ブラン（フランス語版）
- イングリッド：エマニュエル・ベアール
- ロマン：フィリップ・ノワレ
- エヴァリーヌ：エレーヌ・ヴァンサン（フランス語版）